# Hotevilla-Bacavi
Hotevilla-Bacavi es un lugar designado por el censo ubicado en el condado de Navajo en el estado estadounidense de Arizona. En el Censo de 2010 tenía una población de 957 habitantes y una densidad poblacional de 31,43 personas por km².

## Geografía
Hotevilla-Bacavi se encuentra ubicado en las coordenadas 35°55′23″N 110°38′21″O / 35.92306, -110.63917. Según la Oficina del Censo de los Estados Unidos, Hotevilla-Bacavi tiene una superficie total de 30.45 km², de la cual 30.44 km² corresponden a tierra firme y (0.03%) 0.01 km² es agua.

## Demografía
Según el censo de 2010, había 957 personas residiendo en Hotevilla-Bacavi. La densidad de población era de 31,43 hab./km². De los 957 habitantes, Hotevilla-Bacavi estaba compuesto por el 2.19% blancos, el 0.1% eran afroamericanos, el 96.97% eran amerindios, el 0.1% eran asiáticos, el 0% eran isleños del Pacífico, el 0.21% eran de otras razas y el 0.42% pertenecían a dos o más razas. Del total de la población el 2.82% eran hispanos o latinos de cualquier raza.